# بسط پسانیوتنی
بسط پسانیوتنی (به انگلیسی: Post-Newtonian expansion) در نسبیت عام برای یافتن پاسخ تقریبی معادلات میدان اینشتین برای تانسور متریک به کار می‌رود.

## بسط در 1/c2
تقریبهای پسانیوتنی بسط‌هایی از یک پارامتر کوچک  هستند  که برابر با نسبت سرعت ماده تشکیل دهنده میدان گرانش به  سرعت نور می‌باشد.
در نقطه حدی، یعنی جایی که سرعت بنیادی گرانش بی‌نهایت می‌شود بسط پسانیوتنی به قانون گرانش نیوتن کاهش می یابد.

## بسط درh
دیدگاه دیگر این است که معادلات نسبیت عام را به صورت سری توانی بنویسیم که نشانگر انحراف متریک آن از متریک مینکوفسکی می‌باشد.
{\displaystyle h_{\alpha \beta }=g_{\alpha \beta }-\eta _{\alpha \beta }\,.}
برای این منظور باید دستگاه مختصاتی انتخاب شود که در آن مقادیر ویژه {\displaystyle h_{\alpha \beta }\eta ^{\beta \gamma }\,} همگی قدر مطلقی کمتر از یک دارند.
مثلاً اگر یک گام از گرانش خطی شده جلوتر رفته و بسط را تا مرتبه دوم h ادامه دهیم :
{\displaystyle g^{\mu \nu }\approx \eta ^{\mu \nu }-\eta ^{\mu \alpha }h_{\alpha \beta }\eta ^{\beta \nu }+\eta ^{\mu \alpha }h_{\alpha \beta }\eta ^{\beta \gamma }h_{\gamma \delta }\eta ^{\delta \nu }\,.}
{\displaystyle {\sqrt {-g}}\approx 1+{\tfrac {1}{2}}h_{\alpha \beta }\eta ^{\beta \alpha }+{\tfrac {1}{8}}h_{\alpha \beta }\eta ^{\beta \alpha }h_{\gamma \delta }\eta ^{\delta \gamma }-{\tfrac {1}{4}}h_{\alpha \beta }\eta ^{\beta \gamma }h_{\gamma \delta }\eta ^{\delta \alpha }\,.}

## بسط مرکب
گاهی همانند صورت گرایی پسا-نیوتنی پارامتری، یک روش ترکیبی استفاده می‌شود که در آن معکوس سرعت گرانش و جرمها کوچک فرض می‌شوند.